# Manduca janira
Manduca janira là một loài bướm đêm thuộc họ Sphingidae. Nó được tìm thấy ở tây nam Brasil.
Nó có bề ngoài giống nhiều loài khác thuộc chi Manduca nhưng phân biệt với Manduca brasiliensis.